# Torbjörn Nilsson
Torbjörn Anders Nilsson (Västerås, 1954. július 9. –) svéd labdarúgócsatár, edző.

## Pályafutása

### A válogatottban
1976. augusztus 11-én játszott először a svéd válogatottban a Finnország ellen 6-0-ra megnyert barátságos mérkőzésen. 1978-ban meghívták a világbajnokságra készülő keretbe, ahol a Spanyolország elleni mérkőzésen szerepelt. 
1977 és 1985 között összesen 28 mérkőzésen lépett pályára a válogatottban, és 9 gólt szerzett.

## Statisztika

### A válogatottban
| Válogatott | Év       | Mérk. | Gólok |
| Svédország | 1976     | 4     | 1     |
| Svédország | 1977     | 2     | 0     |
| Svédország | 1978     | 5     | 1     |
| Svédország | 1979     | 2     | 4     |
| Svédország | 1980     | 4     | 0     |
| Svédország | 1981     | 4     | 2     |
| Svédország | 1982     | 0     | 0     |
| Svédország | 1983     | 0     | 0     |
| Svédország | 1984     | 1     | 1     |
| Svédország | 1985     | 6     | 0     |
| Összesen   | Összesen | 28    | 9     |